# Afriziden
Afriziden ist ein historischer Name für das Grundgebirge Afrikas. Er wurde von Erich Krenkel 1925 propagiert, als die Theorie der Plattentektonik noch unbekannt war bzw. mobilistische Theorien eine Außenseiterrolle spielten. Der Name ist heute ungebräuchlich, da die geologische Geschichte Afrikas nicht unabhängig verlief und die zahlreichen, inzwischen gut datierten, sehr unterschiedlich alten Orogengürtel Afrikas sich zumindest teilweise in andere heutige Kontinente, speziell nach Nord- und Südamerika sowie nach Indien, verfolgen lassen. 
Erich Krenkel versuchte später noch eine Aufgliederung in Protoafriziden („kräftige Gebirgsbildung am Ende des Archaikums“ und anschließende Einrumpfung), Mesoafriziden („kräftige Gebirgsbildung im Alt-Algonkium“ und anschließende Einrumpfung) und Neoafriziden („leichtere Gebirgsbildungen im Oberalgonkium bis ins Alt-Paläozoikum“). Auch diese Begriffe fanden kaum Anwendung in der späteren Literatur. 